# Pere Pou i Llompart
Pere Pou i Llompart (* 1963 in Inca) ist ein spanischer Komponist und Sänger.

## Leben
Er studierte am Konservatorium von Palma de Mallorca Musiktheorie, Klavier, Bratsche und Komposition. Später absolvierte er noch ein Gesangsstudium und erwarb 1994 ein Gesangsdiplom. In Barcelona nahm er bei Carles Guinovart Kompositionsunterricht und besuchte Kurse und Meisterklassen bei Joan Guinjoan, Tomás Marco und Cristóbal Halffter. Er gehörte zu den Mitbegründern des Komponistenverbandes der Balearen (ACIB).  Pere Pou i Llompart organisierte Veranstaltungen und Konzerte zur Förderung zeitgenössischer Musik balearischer Künstler.
In den Jahren 1989 bis 1991 wohnte er in Valencia und widmete sich alter Musik. Er wirkte an verschiedenen Ensembles mit, so beim Capella de Ministrers und der Capella Reial de Catalunya unter Leitung von Jordi Savall. Neben Konzerten erfolgten auch CD-Veröffentlichungen. Er führte auf Mallorca szenische Projekte mit dem Ensemble Studium Aureum zum Thema alte Musik durch.
1995 erhielt er ein Auslandsstipendium der balearischen Regierung. Er schloss dies 1997 mit einem Diplom für Gesang bei Werner Hollweg an der Musikhochschule Freiburg ab. Darüber hinaus absolvierte er Meisterkurse bei Renato Capecchi und Herbert Lippert. Im Anschluss an sein Freiburger Studium folgte ein Engagement am Theater Freiburg. Weitere Engagements folgten an der Kammeroper Konstanz und am Theater Nordhausen. Ab 2001 gehörte er zum Chor der Frankfurter Oper. Außerdem erfolgten Auftritte als Solist.
Im Gebiet der Neueren Musik gehörte er von 1995 bis 1997 zum Vokalensembles des Heinrich-Stobel-Studios des Südwestfunks in Freiburg unter Leitung von André Richard. Mit dem Ensemble absolvierte er Auftritte in Luxemburg, Berlin, Wien, Paris und Brüssel.
Von 2002 bis 2006 war er als Komponist und Sänger Mitglied des Ensembles con tempo für zeitgenössische Musik in Frankfurt am Main.